# Álvaro Santos Pereira
Álvaro Santos Pereira (Viseu, 1972) es un político portugués, actual ministro de Economía y Empleo.
Está licenciado en Economía por la universidad de Coímbra y se doctoró en la universidad Simon Fraser de Vancouver, Canadá en donde era profesor hasta que el nuevo primer ministro portugués Passos Coelho le llamó para que se hiciera cargo de un megaministerio de Economía y Empleo pero que también incluía competencias de Obras Públicas
Ha escrito diversos libros como Portugal na Hora da Verdade, O Medo do Insucesso Nacional, Os Mitos da Economia Portuguesa y la novela Diário de um Deus Criacionista. También ha escrito para diversos periódicos como Diário de Notícias, Público o Expresso. Es, asimismo, autor del blog Desmitos.